# Волтер Вайт
Волтер Гартвелл Вайт (англ. Walter Hartwell White Sr.), також відомий під псевдонімом Гайзенберґ (англ. Heisenberg) — головний герой американського кримінально-драматичного телесеріалу «Пуститися берега», якого зіграв Браян Кренстон.

## Життєпис
Волтер Вайт проживає в Альбукерке, штат Нью-Мексико. Він працює вчителем хімії в середній школі, живе зі своєю дружиною Скайлер і сином Волтером молодшим, який хворий на дитячий параліч. Його життя сильно змінюється після того, як у нього виявляють рак легені. Волтер вирішує зайнятися виробництвом наркотиків, для того, щоб залишити достатній спадок своїй сім'ї. Він використовує свої знання для того, щоб разом зі своїм колишнім учнем, Джессі Пінкменом, варити метамфетамін. Наукові знання Волта та його постійна тяга до кращої якості привели до того, що йому вдалось виготовити найчистіший та «найпотужніший» метамфетамін, ніж будь-кому іншому. Під час варіння він використовує метиламін, який надає його продукту фірмового блакитного кольору. Його «мет», який на вулицях отримує назву «блакитне небо», домінує на ринку. Джессі постійно називає його «Містер Вайт» (англ. Mr. White), чим викликає асоціації з фільмом Квентіна Тарантіно «Скажені пси».
Спочатку Волт гидує застосуванням насильства, але згодом приходить до висновку, що це є необхідністю. Також він доходить до того, що присвоює собі новий статус наркобарона. Макіавеллізоване занурення Волта у злочинний світ розкриває у ньому новий рівень його колишніх пригнічених амбіцій, гнів, образу, марнославство та чимраз вищу жорстокість, які з'явились у нього через відчуженість його сім'ї та колег.

## Нагороди
Браян Кренстон три рази підряд з 2008 по 2010 роки отримував премію Еммі за найкращу чоловічу роль у драматичному телесеріалі. Після заверешення серіалу актор отримав премію Еммі 2014 року в цій же номінації вчетверте.